# トマス・L・オーウェンズ
トマス・レナード・オーウェンズ（Thomas Leonard Owens、1897年12月21日 - 1948年6月7日）は、イリノイ州選出のアメリカ合衆国下院議員。
イリノイ州シカゴにて出生したオーウェンズは、シカゴの教区立学校、ノース・ウェスタン大学、デポール大学に通った。1926年、ロヨラ大学シカゴ校法科大学院を卒業。1927年に弁護士資格を取得し、シカゴで弁護士業を開始。第一次世界大戦中の1918年、ロヨラ大学シカゴ校の学生陸軍訓練部隊 (Students' Army Training Corps) に入隊した。
第80議会に共和党から当選し、1947年1月3日から議員を務めた。在職中の1948年6月7日、メリーランド州ベセスダにて死去。シカゴのオール・セインツ墓地 (All Saints' Cemetery) に埋葬された。